# Christian Wåhlin
Christian Wåhlin, född 19 oktober 1761 i Skabersjö socken, Malmöhus län, död 28 mars 1829 i Lund, var en svensk präst, professor, folkbildare och författare.

## Biografi
Wåhlin föddes i Skabersjö prästgård, där fadern var kyrkoherde. Han blev student vid Lunds universitet 1775 och filosofie magister 1781. Därefter hade han anställningar som informator i Småland och Skåne. 

### Läroboksförfattare
Sedan han 1785 blivit docent i historia vid Lunds universitet, skrev han Fäderneslandets historia (och statskunskap) för begynnare (Första upplagan 1787), vilken under mer än 30 år var nästan den enda läroboken på detta område vid rikets läroverk. Inkomsterna från denna gav Wåhlin med tiden en avsevärd förmögenhet och han bidrog därmed till olika allmännyttiga ändamål.

### Prästvigning
Han befordrades 1790 till adjunkt i historia och prästvigdes 1792 på några anspråkslösa teologiska teser, som utgjorde det enda teologiska lärdomsprov han någonsin avlade. År 1795 utnämndes han till andre teologie adjunkt (med Hällestad, Dalby och Bonderup till prebendepastorat). Han blev 1808 förste teologie adjunkt (med Husie socken och Västra Skrävlinge socken till prebende) och även kontraktsprost över Oxie kontrakt, 1809 extra ordinarie teologie professor och samma år teologie doktor. År 1814 utnämndes Wåhlin till förste teologie professor och domprost i Lund.

### Riksdagsreferent
Vid riksdagarna 1809–18 var han stiftsrepresentant och hans anteckningar om riksdagarna 1809–10, 1812 och 1815 har utgivits av Axel Brusewitz. 

### Skriftställarskap
Wåhlin gav ut antologier och predikosamlingar, översatte världs- och religionshistorier samt en "Sundhetslärobok". Vidare utarbetade han Handbok uti svenska kyrkolagfarenheten (1799), läroböcker för barn och en Lärobok för allmogen (1804) innehållande allehanda praktiska hushålls- och lanthushållningsråd, upplysningar till skingrande av folkets vidskepelse och vann därigenom stor popularitet. 

### Karaktär
Utrustad med praktisk duglighet och stark vilja, behandlade Wåhlin alla underordnade med en despotisk och pockande välmening. Domkyrkans ekonomi handhade han på ett ypperligt sätt och i kyrkorådet styrde han enväldigt. Men som universitetslärare i teologi var han allt utom kompetent. Utan intresse för de teologiska systembyggnaderna, hyllade han, såsom en äkta representant för neologins tidevarv, den naturliga teologin och uppehöll sig i sina predikningar med särskild förkärlek vid de källor till materiellt välbefinnande, vilka naturen erbjuder. Han ivrade i 1700-talets anda för upplysningen och för den materiella nyttan och för det idealistiska genombrottet vid 1800-talets början stod han främmande. Han utsattes därför, särskilt efter sin död, för våldsamma angrepp från den nya tidens män. Hade han i sin ungdom bland jordbrukets och folkupplysningens målsmän räknats som ett geni, så blev han nu en skottavla för förakt och satir. Ett tacksamt ämne för skämt och legendbildning var hans abnorma aptit, som med åren vållade en stark fetma och en besvärande narkolepsi. Han var i flera hänseenden ett original och en mängd lustiga anekdoter har fört hans minne till eftervärlden.
Han var brorson till Jonas Wåhlin och dog ogift 1829. Christian Wåhlin är begravd på Törringe kyrkogård.